# Iwaniwka (Ternopil)
Iwaniwka (ukrainisch Іванівка; russisch Ивановка/Iwanowka, polnisch Iwanówka [Trembowolska]) ist ein Dorf im Rajon Terebowlja der Oblast Ternopil im Westen der Ukraine etwa 10 Kilometer östlich der ehemaligen Rajonshauptstadt Terebowlja und 34 Kilometer südöstlich der Oblasthauptstadt Ternopil gelegen.
Der Ort wurde 1576 zum ersten Mal schriftlich erwähnt und gehörte zunächst zur Adelsrepublik Polen-Litauen (in der Woiwodschaft Ruthenien). Von 1774 bis 1918 kam er, mit Unterbrechung zwischen 1810 und 1815, als er als Teil des Tarnopoler Kreises an Russland abgetreten werden musste, unter seinem polnischen Namen Iwanówka zum österreichischen Kronland Königreich Galizien und Lodomerien (bis 1918 im Bezirk Trembowla).
Nach dem Ende des Ersten Weltkrieges kam der Ort zu Polen (als Iwanówka Trembowolska in die Woiwodschaft Tarnopol, Powiat Trembowla, Gmina Trembowla), wurde im Zweiten Weltkrieg 1939 bis 1941 von der Sowjetunion und dann bis 1944 von Deutschland besetzt und hier in den Distrikt Galizien eingegliedert.
Nach dem Ende des Krieges wurde der Ort der Sowjetunion zugeschlagen, dort kam das Dorf zur Ukrainischen SSR und ist seit 1991 ein Teil der heutigen Ukraine.

## Gemeinde
Am 17. Juli 2015 wurde das Dorf zum Zentrum der neugegründeten Landgemeinde Iwaniwka (Іванівська сільська громада Iwaniwska silska hromada). Zu dieser zählten noch die 4 in der untenstehenden Tabelle aufgelisteten Dörfer, bis dahin bildete es zusammen mit dem Dorf Losiwka die Landratsgemeinde Iwaniwka (Іванівська сільська рада/Iwaniwska silska rada) im Südosten des Rajons Terebowlja.
Seit dem 17. Juli 2020 ist sie ein Teil des Rajons Ternopil.
Folgende Orte sind neben dem Hauptort Iwaniwka Teil der Gemeinde:
| Name                     | Name       | Name                    | Name       | Name |
| ukrainisch transkribiert | ukrainisch | russisch                | polnisch   |      |
| ------------------------ | ---------- | ----------------------- | ---------- | ---- |
| Hleschtschawa            | Глещава    | Глещава (Gleschtschawa) | Hleszczawa |      |
| Ilawtsche                | Ілавче     | Илавче                  | Iławcze    |      |
| Losiwka                  | Лозівка    | Лозовка (Losowka)       | Łozówka    |      |
| Sorozke                  | Сороцьке   | Сороцкое (Sorozkoje)    | Sorocko    |      |